# Osenni
Osenni (del ruso: Осенний) es un jútor del raión de Kushchóvskaya del krai de Krasnodar, en Rusia. Está situado en las llanuras de Kubán-Priazov, a orillas del Elbuzd, afluente del Kagalnik, 27 km al nordeste de Kushchóvskaya y 194 km al nordeste de Krasnodar, la capital del krai. Tenía 132 habitantes en 2010
Pertenece al municipio Ilínskoye.